# Tūseh Kaleh
Tūseh Kaleh (persiska: توسه کله, Tūseh Kelh) är en ort i Iran.   Den ligger i provinsen Gilan, i den nordvästra delen av landet, 260 km nordväst om huvudstaden Teheran. Tūseh Kaleh ligger 74 meter över havet och antalet invånare är 580.
Terrängen runt Tūseh Kaleh är varierad. Runt Tūseh Kaleh är det ganska tätbefolkat, med 134 invånare per kvadratkilometer. Närmaste större samhälle är Fūman, 13,1 km öster om Tūseh Kaleh. Trakten runt Tūseh Kaleh består till största delen av jordbruksmark.